# ارل ری تامبلین
ارل ری تامبلین (انگلیسی: Earl Ray Tomblin؛ زادهٔ ۱۵ مارس ۱۹۵۲) یک سیاست‌مدار اهل ایالات متحده آمریکا است. تامبلین فرماندار ایالت ویرجینیای غربی از حزب دموکرات ایالات متحده آمریکا بود که در تاریخ ۱۵ نوامبر ۲۰۱۰ میلادی به عنوان فرماندار انتخاب شد و تا ۱۶ ژانویه ۲۰۱۷ در این سمت باقی ماند.